# لورن هنزبری
لورن هنزبری (انگلیسی: Lorraine Hansberry; ۱۹ مهٔ ۱۹۳۰ – ۱۲ ژانویهٔ ۱۹۶۵) نمایش‌نامه‌نویس و کارگردان نمایش آفریقایی‌تبار اهل ایالات متحده آمریکا بود. او نخستین زن سیاه‌پوستی بود که آثارش در برادوی اجرا شد. مشهورترین اثرش مویزی در آفتاب نام دارد.